# James Neilson
James Neilson (* 1. Oktober 1909 in Shreveport, Louisiana; † 9. Dezember 1979 in Flagstaff, Arizona) war ein US-amerikanischer Regisseur. Er führte bei über 60 Produktionen für Film und Fernsehen die Regie, darunter für Kinofilme wie Die Uhr ist abgelaufen, Champagner in Paris, Der Millionenschatz oder Heiße Colts in harten Fäusten.

## Leben und Wirken
James Neilson war in den 1930er Jahren als Bühnenmanager für Guthrie McClintic tätig. Anschließend arbeitete er als Fotograf, bevor er zu Beginn der 1950er Jahre zum Film kam, um dort regelmäßig Aufträge für die Walt Disney Studios als Regisseur umzusetzen. Es entstanden auch eine Reihe von Kinofilmen für andere Studios, darunter Komödien und Krimis, aber auch Abenteuerfilme oder Western wie Die Uhr ist abgelaufen von 1957 mit James Stewart und Audie Murphy oder 1967 Heiße Colts in harten Fäusten mit Robert Taylor und Chad Everett in den Hauptrollen.
Darüber hinaus inszenierte James Neilson in den 1950er, 1960er und 1970er Jahren auch zahlreiche Folgen von namhaften Fernsehserien, darunter Folgen von Der Chef, Bonanza, Batman, Westlich von Santa Fé, Zorro, Alfred Hitchcock Presents, Dezernat M, Erwachsen müßte man sein, Auf der Flucht, High Chaparral und Die Leute von der Shiloh Ranch.
Seine letzte Arbeit entstand 1973, als er den Mark-Twain-Roman Die Abenteuer des Tom Sawyer für das Fernsehen adaptierte. Es spielten Josh Albee, Jeff Tyler, Buddy Ebsen, Jane Wyatt, Vic Morrow und John McGiver.
Am 9. Dezember 1979 starb Neilson in Flagstaff, Arizona, im Alter von 70 Jahren.

## Filmografie (Auswahl)
- 1957: Die Uhr ist abgelaufen (Night Passage)
- 1961: Mondgeflüster (Moon Pilot)
- 1962: Piraten der Finsternis (Mooncussers)
- 1962: Champagner in Paris (Bon Voyage!)
- 1963: Summer Magic
- 1963: Dr. Syn – Das Narbengesicht (Dr. Syn, Alias the Scarecrow)
- 1964: Der Millionenschatz (The Moon-Spinners)
- 1965: Die Legende von Dick Turpin (The Legend of Young Dick Turpin)
- 1967: Der sanfte Ben (Gentle Giant)
- 1967: Heiße Colts in harten Fäusten (Return of the Gunfighter)
- 1967: Bullwhip Griffin oder Goldrausch in Kalifornien (The Adventures of Bullwhip Griffin)
- 1968: Wenn Engel reisen (Where Angels Go Trouble Follows!)
- 1969: Wer trägt bei Rosie schon Pyjamas? (The First Time)
- 1969: Tote Bienen singen nicht (Flareup)
- 1973: Tom Sawyer (Fernsehfilm)

## Auszeichnungen
- 1959: Primetime Emmy-Award-Nominierung für General Electric Theater